# Resolució 2240 del Consell de Seguretat de les Nacions Unides
La Resolució 2240 del Consell de Seguretat de les Nacions Unides fou adoptada el 9 d'octubre de 2015. El Consell va autoritzar als països membres interceptar vaixells sospitosos de portar immigrants il·legals a la costa líbia i confiscar-los el carregament si fos necessari, en resposta a les moltes víctimes mortals que aquesta activitat havia provocat en els mesos anteriors a la Mediterrània.
La Resolució va ser adoptada per catorze vots a favor amb l'abstenció de Veneçuela, qui considerava que el problema estava sent abordat de manera equivocada. En particular, l'aplicació del Capítol VII de la Carta de les Nacions Unides a una crisi humanitària seria un precedent perillós perquè el Consell de Seguretat usurparia funcions de l'Assemblea General per la porta del darrere. També calia abordar no només les organitzacions de contraban, sinó també les causes que provocaven la fugida.

## Contingut
La Convenció contra la delinqüència organitzada transnacional i el seu protocol per al tràfic il·lícit de migrants per terra, aire i mar i, així com el Protocol per a la prevenció, la repressió i el càstig de la tracta d'éssers humans constituïen la base jurídica per a la lluita contra la tràfic de persones. No obstant això, es va reconèixer que el tràfic de migrants i el tràfic d'éssers humans no eren en part iguals. També es va reconèixer que entre els immigrants implicats es trobaven persones que havien conegut la definició de refugiat establerta a la Convenció de 28 de juliol de 1951 relativa a l'estatut dels refugiats. Es va subratllar que tots els immigrants, independentment del seu estat, havien de ser tractats humanament i tenir degudament en compte els seus drets.
El Consell va assenyalar que correspon al govern libi prevenir el contraban i el tràfic de persones a través del seu territori i aigües territorials. Les fronteres d'aquest país havien d'estar millor vigilades, i es va demanar als altres països que l'ajudessin. També se'ls va demanar que vigilessin l'espai aeri i marítim de la costa de Líbia i, segons el permetés el dret internacional, inspeccionessin els vaixells que no portaven la bandera sospitosos de contraban de persona. Per als vaixells amb bandera havien d'obtenir permís de l'estat del pavelló. Després de tot, aquest país tenia jurisdicció sobre els seus vaixells al mar. Tenint en compte les circumstàncies del país, es va permetre durant un any més inspeccionar qualsevol embarcació sospitosa i, en cas de violació, confiscar-la. L'estat del pavelló n'havia de ser notificat.